# Херман Поточник
Херман Поточник (на словенски: Herman(n) Potočnik, псевдоним Херман Нордунг; 22 декември 1892 г., Пула, Австро-Унгария – 27 август 1929 г., Виена, Австрия) е австро-унгарски ракетен инженер и един от пионерите на космонавтиката, по националност словенец.
След смъртта на баща си (1894 г.), Поточник израства в Марбург на Драве (Щирия)  По-късно учи (вероятно с подкрепата на чичо си, генерал-майор от армията) във военно училище в Моравия, през 1910 – 1913 г. – в Техническата военна академия в Мьодлинг, където се дипломира със специалност „Изграждане на мостове и железопътни линии“ с инженерна степен в чин младши лейтенант.
През Първата световна война служи в Галисия, Сърбия и Босна; през 1915 г. е повишен в старши лейтенант. През 1919 г. се пенсионира в чин капитан по здравословни причини (туберкулоза). Учи електротехника и машиностроене във Виенския технически университет. От 1925 г. се посвещава на проблемите на ракетната наука и космическите технологии.
Поради хронично заболяване (туберкулоза) остава неженен; живее с брат си Адолф във Виена. Умира в бедност през 1929 г., на 36-годишна възраст, от пневмония. В некролозите, публикувани във вестниците в Марибор, се отбелязва неговата военна и академична заслуга, но не и работата му по космическите полети.

## Научна дейност
На 188-а страница от книгата си, която съдържа 100 илюстрации, Х. Поточник предлага възможности за създаване на космическа станция и геостационарни спътници. Той подробно описва космическа станция, състояща се от 3 модула, свързани чрез кабел: „жилищен колело“, което трябваше постоянно да се върти, за да създаде изкуствена гравитация; електроцентрала, генерираща енергия от слънчева радиация чрез параболично огледало; и обсерватория.
Идеята за т.нар. „стационарен спътник“, изказана от Х. Поточник, за спътник на надморска височина от около 36 000 км, който може непрекъснато „да виси“ над определена точка на Земята, по-късно е реализирана в телекомуникационните и метеорологични спътници в геосинхронна орбита.
Книгата е преведена на руски (1935), словенски (1986) и английски (1999, НАСА) езици.
Идеите на Х. Поточник за първи път са подкрепени от Съюза на космонавтите през 1952 г., когато Вернер фон Браун публикува концепцията за орбитална станция, която може би е вдъхновена от предложената от Поточник форма.

## Признание
- На негово име е наречена една от улиците в Грац, столицата на Щирия.
- Предложение през 90-те години на 20 век международната космическа станция да бъде наречена на негово име (което не е подкрепено).
- 100-годишнината на Г. Поточник е отбелязана от австрийските пощи през 1992 г. с издаването на пощенска марка.[4]